# Cultura de la ceràmica cordada
La cultura de la ceràmica cordada és un vast horitzó arqueològic europeu que va començar a despuntar a finals del Neolític regional (l'edat de pedra). Aquesta cultura arqueològica arribà al seu apogeu durant el Calcolític (l'edat de coure) i culminà a principis de l'edat de bronze (és a dir, entre el 2900 i el 2450 / 2350 aC).
També se l'anomena cultura de la destral de combat/guerra o cultura dels sepulcres individuals. Els noms amb què se sol anomenar depèn de l'escola arqueològica a la qual s'adscriu l'investigador autor corresponent. Tant la ceràmica decorada amb cordes com les destrals de combat eren ofrenes funeràries típicament masculines. Les trobem ubicades en tombes individuals, de manera que els tres elements formen una associació recurrent. Així mateix, les destrals de combat es pensa que posseeixen un valor simbòlic, ja que estan fetes de pedra polida, material que les convertia en armes poc eficients.
La cultura de la ceràmica cordada està també associada amb la introducció del metall en el nord d'Europa i, segons alguns investigadors, amb certes llengües de la família indoeuropea.

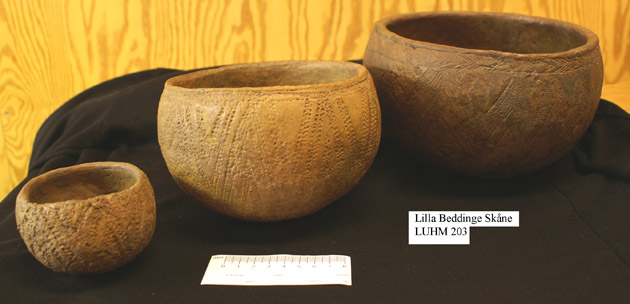
Terrissa del cementiri Lilla Beddinge, a Skåne (Suècia); notin-se les marques de cordes en la ceràmica (per això s'anomena cordada)

## Extensió geogràfica
Aquesta cultura arqueològica es va estendre per tota l'Europa del Nord i oriental, des del riu Rin a l'oest, fins al riu Volga a l'est, incloent-hi bona part del que actualment són els països següents:
- Alemanya
- Països Baixos
- Dinamarca
- Polònia
- Lituània
- Letònia
- Estònia
- Belarús
- República Txeca
- Eslovàquia
- Nord d'Ucraïna
- Oest de Rússia
- Sud de Noruega
- Sud de Suècia
- Sud de Finlàndia.

Extensió aproximada de l'horitzó arqueològic de la «ceràmica cordada», amb les cultures adjacents del tercer mil·lenni abans de la nostra era (segons lEncyclopedia of Indo-European Culture)

És contemporània del complex cultural campaniforme, el qual apareix de manera totalment independent a l'estuari del riu Tajo (península Ibèrica), cap al 2900 aC, solapant-se en la seva àrea de distribució més occidental amb aquell, a l'oest del riu Elba. Aquesta circumstància va poder haver contribuït a la distribució paneuropea del campaniforme.
Encara que adoptà una organització social i patrons d'assentament similars als grups campaniformes, els de la ceràmica cordada no tenien els refinaments d'aquells, només possibles mitjançant el comerç i la comunicació pel mar i els rius.

## Orígens i desenvolupament

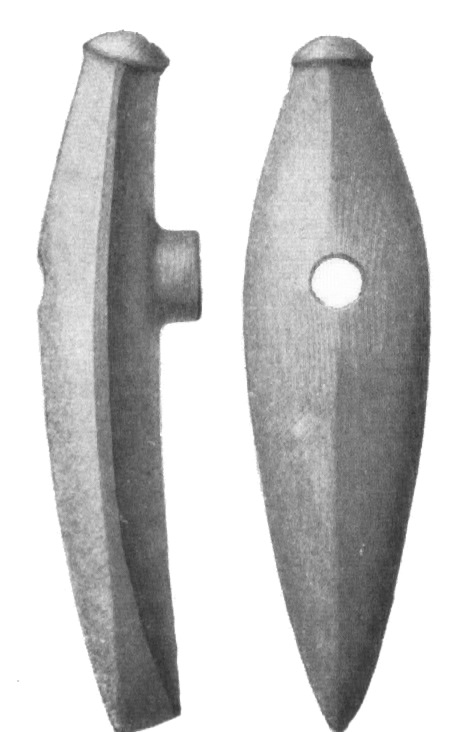
Destral de guerra amb forma de pot, de Närke (Suècia); la «cultura de la destral de guerra» o «cultura de la destral amb forma de pot», a Suècia i Noruega, va aparèixer prop del 2800 aC i es reconeix en prop de 3.000 tombes des de Skåne fins a Trøndelag i Uplandia

Hi ha hagut moltes teories diferents relacionades amb l'origen de la cultura de la ceràmica cordada. De manera general, es podria dir que hi ha una divisió entre els arqueòlegs que observen influències de les societats ramaderes de les estepes situades al nord del mar Negre i els que pensen que va néixer al centre de manera autòctona. Però, en tots dos camps, hi ha molts punts de vista diferents. L'última tendència ha estat la recerca d'un camí intermedi. La distribució de la ceràmica cordada coincideix, en part, amb la seva predecessora cultura dels vasos d'embut (TRB, per les seves sigles en alemany), amb la qual comparteix cert nombre de característiques, com les impressions de corda en la ceràmica o l'ús de cavalls i vehicles de rodes, la qual cosa pot ser rastrejada com a influència de les cultures de l'estepa europea.
Segons H. Müller-Karpe, la ceràmica cordada i les destrals de pedra polida com a ofrenes funeràries constituirien una pervivència dels substrats neolítics regionals en la majoria dels territoris. Per a Fagan i Sherratt, aquest fenomen va representar la culminació de la interacció entre tendències oposades presents en l'àrea de les planes que s'estenen pel nord d'Europa, des de Dinamarca a Kíev: entre l'extensificació a l'Europa de l'Est i el sedentarisme local d'Europa occidental.
Però, per a altres investigadors, només en algunes zones la continuïtat entre el got d'embut i el cordat pot ser demostrada, mentre que, en d'altres, la ceràmica cordada anuncia una nova tipologia cultural i física. Per a aquests, en la major part de l'enorme extensió que va ocupar aquesta cultura, va ser clarament intrusiva i, per tant, representa un dels més impressionants i revolucionaris canvis culturals constatats per l'arqueologia. Establir el grau a partir del qual un canvi cultural pot representar immigració o no continua sent objecte de debat, debat que ha estat molt intens al voltant d'aquest fenomen.
Les formes de ceràmica cordada en sepultures individuals es van desenvolupar abans a Polònia que a l'oest i el sud de l'Europa central. El desenvolupament, al mateix temps, de ritus funeraris amb objectes cordats (envoltats per cordes) no ceràmics en les zones occidentals s'ha explicat com una difusió de trets culturals mitjançant una xarxa de contactes, més que per la migració, suggerint l'existència d'un «horitzó A» al segle XXVIII aC. Això s'ha de comprendre en el marc d'un cert nombre de connexions (vasos comunicants) dins de diferents contextos regionals.

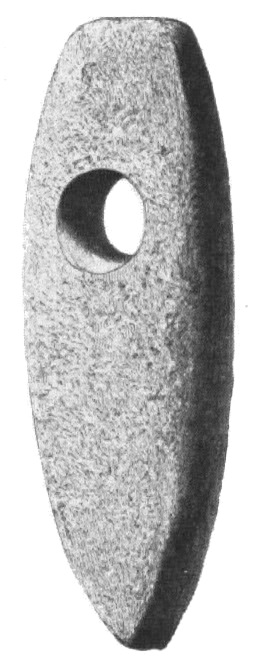
Destral de guerra de Gotland

Les dates més primerenques de radiocarboni procedeixen de Kujavia i Malopolska, al centre i sud de Polònia, i apunten cap al període del 3000 aC. Les datacions del carboni-14 per a la resta d'Europa central mostren que la ceràmica cordada va aparèixer després del 2880 aC. Des d'allà, es va estendre a Bruguerar de Luneburgo (Lüneburger Heide) i després fins a la plana del nord d'Europa, la conca del Rin, Suïssa, Escandinàvia, la regió del Bàltic i Rússia fins a Moscou, on aquest complex es va fusionar amb l'estepari.
A les regions occidentals, aquesta evolució ha estat identificada com un canvi intern, suau però ràpid, que té les seves arrels en el precedent grup dels gots d'embut, i té l'origen en la zona de l'est d'Alemanya. A la regió bàltica (actuals estats bàltics i Kaliningrad), ha estat vista més aviat com un element intrusiu en l'àrea sud-oest de la cultura de Narva.
En resum, la ceràmica cordada no representa una única i monolítica entitat, sinó més aviat la difusió d'unes innovacions tecnològiques i culturals de pobles diferents, però contemporanis, que vivien molt propers els uns als altres, i que ens han deixat diferents restes arqueològiques.

## Economia
Hi ha molt pocs assentaments descoberts que confirmin la tradicional visió que aquesta cultura estava dedicada exclusivament al pasturatge nòmada. Aquesta idea es va anar veient modificada segons apareixien evidències d'agricultura sedentària, com les traces de blat i ordi que van ser trobades en el jaciment de Bronicice, al sud-est de Polònia. Els vehicles de rodes (possiblement, tirats per bous) es converteixen en una prova de la continuïtat amb els temps del complex dels gots d'embut.
Entre els animals domesticats, s'incloïen cavalls, bous i vaques; la llet va ser usada sistemàticament a l'àrea limítrof nord dels Alps des del 3400 aC en endavant. Les ovelles són trobades més fàcilment a la part occidental de Suïssa, on, possiblement, utilitzaven la seva llana.
A l'àrea bàltica i costa oest escandinava, hi ha clares proves d'una economia marítima, en la qual el mar es va convertir en un nexe d'unió.

## Comportament funerari

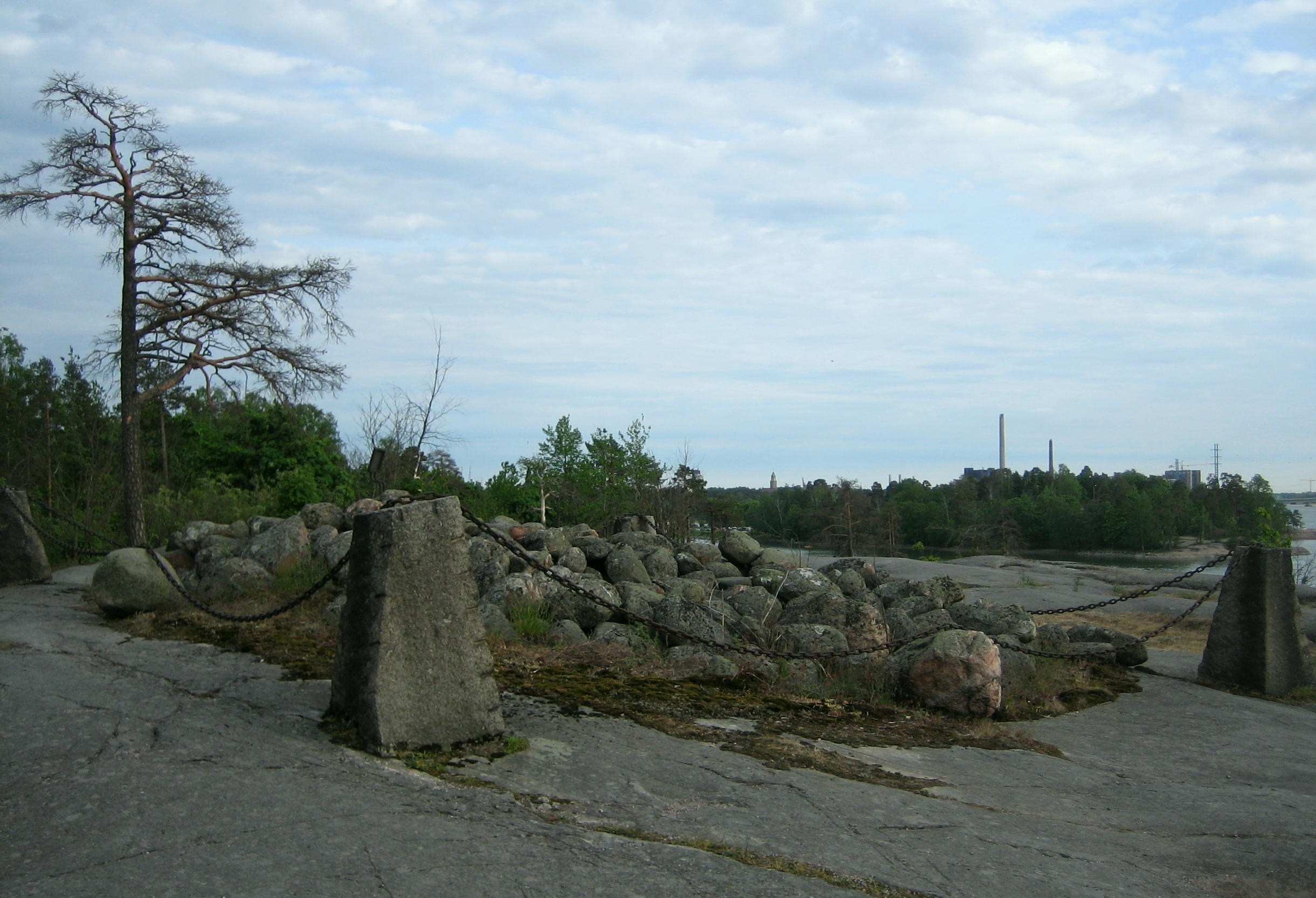
Tomba de l'edat del bronze (Pronssikausi hauta, en finès) a Meilahti (Hèlsinki, Finlàndia). La tomba està situada en una roca al costat del mar i data aproximadament del segle XXI aC. Dins de la tomba, hi havia ossos cremats. Els objectes culturals més antics de l'àrea de Hèlsinki corresponen al final de l'última glaciació, del 6000 aC, a la vall del riu Keravanjoki

Amb els grups de la ceràmica cordada, es constaten dues noves tendències: la dels sepulcres individuals i la diferenciació per sexes, en contrast amb la tradició megalítica anterior d'enterraments col·lectius gairebé sense desigualtats. Mentre que els homes eren enterrats normalment en posició flexionada, sobre el seu costat dret i orientats cap a l'oest, les dones es col·locaven sobre el seu costat esquerre i mirant cap a l'est. A més, els aixovars masculins considerats rics estaven formats per ceràmica cordada i armes (maces i destrals de pedra, etc.), mentre que els femenins consistien en ceràmica i objectes sumptuaris (grans d'ambre o petxines, braçalets de coure, etc.).
La inhumació es produïa sota un sòl que quedava pla o sota un petit túmul. A Suècia i a algunes parts del nord de Polònia, les tombes van ser orientades nord-sud, amb els homes jaient sobre la seva esquerra i les dones sobre la seva dreta, tots dos mirant cap a l'est. Originàriament, devia haver alguna construcció en fusta, ja que, sovint, les tombes es col·locaven en línia. Això contrasta amb les pràctiques de Dinamarca, on els morts eren enterrats sota de petits monticles amb una estratigrafia vertical: el més antic sota el nivell del sòl, el segon per sobre d'aquesta tomba i, ocasionalment, un tercer enterrament per sobre dels altres dos. Una altra tipologia d'enterrament serien les tombes nínxol de Polònia.
La contemporània cultura del vas campaniforme va tenir similars tradicions funeràries i l'extensió de les dues juntes va arribar a abastar bona part d'Europa, interrelacionant-se i enriquint-se mútuament en les seves àrees de solapament.

## Idioma
Durant el segle xix, el complex cultural cordat va ser el favorit d'alguns autors com l'Urheimat (lloc original) dels parlants de l'idioma protoindoeuropeu, una teoria que ha estat descartada pels investigadors actuals en favor de la hipòtesi kurgana, de Marija Gimbutas, o la hipòtesi anatòlica (o NDT) de Colin Renfrew.
Malgrat això, encara hi ha qui sosté que el celta,  alemany, bàltic i eslau poden ser rastrejats fins aquest horitzó arqueològic. I això encara que s'ha deduït que, per exemple, l'idioma protogermànic es va desenvolupar a Escandinàvia cap al final de l'edat de bronze nòrdica.